# Red Eagle
Pour plus de détails, voir Fiche technique et Distribution.
Red Eagle (thaï : อินทรีแดง, Insee daeng) est un film de super-héros thaïlandais écrit et réalisé par Wisit Sasanatieng, sorti 2010.
Il s’agit d’un hommage à l'acteur Mitr Chaibancha qui a interprété le rôle du justicier masqué Aigle rouge / Red Eagle dans son film Insee thong (1970) et qui est décédé dans la dernière scène du film en chutant de l'échelle de l'hélicoptère.

## Synopsis
En 2016, Bangkok est une capitale en plein chaos, dans laquelle la criminalité prospère depuis la révélation par le gouvernement du projet de construction d'une centrale nucléaire. Dans cette affaire apparaît un héros dont personne ne connaît l'identité, ayant l'habitude de laisser la même carte signée The Red Eagle après avoir tué un criminel ou plusieurs…

## Fiche technique
- Titre original : อินทรีแดง, (Insee daeng)
- Titre français : Red Eagle
- Réalisation et scénario : Wisit Sasanatieng, d'après une histoire de Sake Dusit
- Directions artistiques : Wittaya Chaimongkol, Pallop Chomtawor et Phairot Siriwath
- Costumes : Atchariya Pinitsanpirom
- Photographie : Chukiat Narongri
- Son : Traithep Wongpaiboon
- Montage : Sunij Asavinikul et Phannipha Kabillikavanich
- Musique : Wild at Heart
- Productions : Aphiradee Iamphungphorn, Kiatkamon Iamphungporn, Suradech Assawareunganun et Pawas Sawatchaiyamet
- Sociétés de production : Five Star Production et Local Color Films
- Sociétés de distribution : Wild Side Video (France), Five Star (Thaïlande)
- Pays d'origine :  Thaïlande
- Langue : thaï
- Format : couleur – 2.35:1 – Son Dolby Digital SRD
- Genre : super-héros
- Durée : 130 minutes
- Dates de sortie :
  - Thaïlande : 7 octobre 2010
  - France : 26 juillet 2011 (DVD/Blu-Ray)
- Interdit aux moins de 12 ans

## Distribution
- Ananda Everingham  : Rome Rittikrai / The Red Eagle, le justicier masqué[2]
- Yarinda Boonnak (ou Bunnag): Vasana Tienpradap, la militante écologiste pacifique
- Pornwut Sarasin (พรวุฒิ สารสิน) : le Premier Ministre Direk Damrongprapa
- Jonathan Hallman (โจนาธาน โฮลแมน) : Sergent Singh / Black Devil
- Wannasingh Prasertkul (วรรณสิงห์ ประเสริฐกุล) : le détective Chart Wuttikrai
- Pattanadesh Asasappaku

## Production
Ananda Everingham joue ici le rôle du Red Eagle,, personnage interprété par Mitr Chaibancha qui, en plein tournage de son propre film Insee thong (Golden Eagle, litt. Aigle doré), s'était accidentellement tué dans un hélicoptère à l'âge de trente-sept ans, en 1970.
À se rappeler aussi que, jusqu'en 1970, et même jusqu'au début des années 1980, la très grande majorité des films en Thaïlande n'avait pas de bande son et ces films étaient donc doublés en direct par le projectionniste ou un ou deux comédiens, voire exceptionnellement une troupe de théâtre qui faisait les dialogues, les bruitages et au détour d'une phrase critiquait avec humour les employés municipaux ou les abus d'autorité de la police et des militaires. L'acteur Mitr Chaibancha et sa partenaire de film Petchara Chaowarat, présents dans près de la moitié des films de cette époque étaient donc ainsi presque toujours doublés pour le son par des comédiens.

## Distinctions

### Récompense
- Association du film national de Thaïlande 2011 : Meilleurs effets spéciaux (Kantana Animation)

### Nominations
- Festival international du film fantastique de Neuchâtel 2011 [8]: Meilleur film asiatique
- Association du film national de Thaïlande 2011
  - Meilleur acteur (Ananda Everingham)
  - Meilleure direction artistique (Wittaya Chaimongkol et Phairot Siriwath)
  - Meilleurs costumes (Atchariya Pinitsanpirom)
  - Meilleur montage (Phannipha Kabillikavanich et Sunij Asavinikul)
  - Meilleur son (Traithep Wongpaiboon)